# Tears of Martyr
 (juillet 2023).
Tears of Martyr est un groupe espagnol de doom metal, originaire de Las Palmas de Grande Canarie.

## Histoire
Le groupe est formé en 1996 à Las Palmas de Grande Canarie. La même année, ils sortent leur première démo The Essence of Evil. En 2002, ils participent aux compilations Plataforma de Grupos de Las Palmas et Unholy Cross Distribution XVII. Après plusieurs années de silence, ils sortent leur deuxième démo Renascence en 2005 et en 2007, ils apparaissent à nouveau dans une compilation intitulée From the Vaults of Metal I and II. Depuis 2007, le groupe vit à Madrid. En 2009, ils sortent leur premier album Entrance et la même année, la soprano Berenice Musa est élue gagnante dans la catégorie de la « meilleure chanteuse d'un groupe espagnol » selon les Metal Female Awards 2009.
En 2012, ils annoncent l'enregistrement d'un nouvel album et déménagent aux New Sin Studios en Italie. Ce nouvel album s'appelle Tales et est produit par Enrik Garcia (Dark Moor). Tales verra le jour en 2013 sous le label Massacre Records auquel ils ont signé en janvier 2013. En 2019, ils sortent le single Ancient Pine Awaits II.

## Membres

### Membres actuels
- Berenice Musa - voix soprano
- Miguel Ángel Marqués - guitare, voix gutturale
- Adrián Miranda - basse
- Doramas Párraga - batterie

### Anciens membres
- Armando J. Álvarez - voix masculine, basse
- Javier Montesdeoca - guitare
- Oscar Morante - guitare
- Yeray Corujo - claviers

## Discographie

### Albums studio
- 2009 : Entrance
- 2013 : Tales

### Démos
- 1996 : The Essence of Evil
- 2005 : Renascence

### Singles
- 2002 : Eyes to see, Heart to Feel
- 2019 : Ancient Pine Awaits II

### Compilations
- 2002 : Plataforma de Grupos de Las Palmas
- 2002 : Unholy Cross Distribution XVII
- 2007 : From the Vaults of Metal I and II